# Piast Cieszyn (hokej na lodzie)
Piast Cieszyn – polski klub hokeja na lodzie z siedzibą w Cieszynie. Klub został rozwiązany.
Zespół działał jako sekcja klubu Piast Cieszyn. Występował w rozgrywkach I ligi, II ligi oraz III ligi. W latach 50., w związku zmianą nomenklatury w ramach zrzeszeń sportowych, zespołu funkcjonował pod nazwą „Sparta Cieszyn”.
Zawodnikami Piasta byli m.in. Emil Nikodemowicz, Zdzisław Masełko, a trenerami m.in. Zdzisław Masełko i Andrzej Wołkowski

## Sezony
- 1946: MP – kwalifikacje w okręgu śląskim
- 1950: MP – półfinał turnieju finałowego
- 1955: MP – 8. miejsce w turnieju o utrzymanie (spadek)
- 1956: II liga – 5. miejsce
- 1957: II liga – ? miejsce (awans)
- 1958: I liga – 5. miejsce[1]
- 1959: I liga – 7. miejsce (spadek)[2][3]
- 1960: II liga
- 1963: II liga – 8. miejsce w Grupie Południe (spadek)
- 1965: II liga – 8. miejsce w Grupie Południe (spadek)